# Вампирска академија (филм)
Вампирска академија (енгл. Vampire Academy) фантастични је хумористички хорор филм из 2014. године, у режији Марка Вотерса, по сценарију Данијела Вотерса. Темељи се на истоименом роману Ришел Мид. Ансамблску поделу улога предводи Зои Дојч као Роуз Хатавеј, дампирка, и Луси Фрај, моројка. Филм прати њихов повратак у интернат Академије Сент Владимира, након што су биле у бекству годину дана.
Preger Entertainment је најавио развој филма 2010. године, са Доном Марфијем као продуцентом. Године 2012. пројекту су се придружила браћа Вотерс, са Марком као редитељем и Данијелом као сценаристом. Кастинг је почео у фебруару 2013. године, а Дојчова, Фрајова и Данила Козловски добили су главне улоге. Сниман је у Енглеској између маја и јула 2013. године.
Премијерно је приказан 7. фебруара 2014. године у САД. Добио је углавном негативне критике, док су критичари посебно критиковали радњу, сценарио и тон, а сматра се инфериорним у односу на изворни материјал. Остварио је комерцијални неуспех, зарадивши само 15,4 милиона долара широм света у односу на буџет од 30 милиона долара. Због слабе зараде, приказивање филма у Уједињеном Краљевству је отказано, а касније је приказан као direct-to-video.
Након неуспеха филма, Preger Entertainment је покренуо кампању како би прикупио новац за финансирање продукције наставака, по роману Промрзлина, са Пирсом Ешвортом ангажованим да напише сценарио. Међутим, кампања није успела да постигне свој циљ. Телевизијска серија је премијерно приказана 2022. године за Peacock.

## Радња
Роуз Хатавеј, седамнаестогодишња дампирка и старатељка у обуци, и њена најбоља пријатељица, моројска принцеза Василиса „Лиса” Драгомир, живе притајаним животом, пошто су пре годину дана побегле из интерната Академије Светог Владимира. Дампири су хибриди људи и вампира који су обучени да штите мороје, смртне вампире са нормалним животним веком који имају тенденцију да поседују магичне моћи и припадају краљевским крвним лозама. Убрзо су пронађене и приморене да се врате на Академију где се сусрећу са стригојима, немртвим вампирима из легенде, који мороји постају ако потпуно исцеде крв из својих жртава или буду преображени.
Почињу да се појављују мистериозне поруке које прете Лиси. Сумњају да је дело школске колегинице Мије Риналди, која је у прошлости излазила са Лисиним покојним братом Андрејем, који је уживао у необвезујућим везама, док је своју мржњу усмерила према Лиси као једином преживелом припаднику Драгомирове лозе. Мија је била прикривена и усредсредила је своју мржњу према Лиси као једином преживелом припаднику лозе Драгомирових. Манипулишући друга два ученика сексом, убедила их је да јој помогну да шири гласине о Роуз. Морој по имену Кристијан Озера, на ког вршњаци не обраћају пажњу јер су му родитељи постали стригоји, покушава да заведе Лису, али Роуз успева да га држи подаље лажући их обоје. Кристијан и Лиса почињу да се повезују, али Роуз покушава да саботира њихову везу.
Касније, Роуз истражује нестанак Сонје Карп, учитељице која је помогла њој и Лиси да побегну, а проналази видео-запис ментално нестабилне Карпове због употребе магије. Она такође открива да Лиса има исту ретку моћ коју је имао оснивач њихове школе Свети Владимир, која омогућава лечење болести и спас од смрти; међутим, сваком употребом моћи исцрпљује се животна енергија корисника. Роуз захтева од Елен Кирове, директорке, да покаже своје поверљиве податке о Карповој и открива да је она заправо постала стригој, као и да је побегла пре нестанка. У исто време, мртве животиње почињу да се појављују где год да Лиса крене. На плесној прослави, Роуз открива да Мија није одговорна за све мртве животиње. Убрзо је Лиса киднапована, а Роуз, Димитриј и Кристијан покушавају да је спасу.
Морој који је одговоран за Лисину отмицу и претње њој је Виктор Дашков, претходни кандидат за престо, који је оболео од хроничне болести. Жели да искористи Лису да се излечи, знајући да би лек коштао Лису животом. Након што је ухваћен и смештен у безбедне ћелије испод школе, Виктор објашњава Роуз да је разлог што је везана за Лису тај што је била „пољубљена сенком”, након што је Лисина магија заживела. Док њих двоје разговарају, Викторова ћерка Натали, која се спријатељила са Лисом и Роуз и која је била веома несигурна ученица у школи, претвара се у стригоја тако што је својој симпатији исцедила сву крв. Димитриј долази и убија Натали и задржава Виктора.
Током говора краљице вампира Татјане Ивашков, Лиса улази и држи свој говор, објављујући свима да поседује магију и да захваљујући Роуз може да овлада њоме. Роуз тада излази напоље како би се срела с Димитријем, где га пита шта осећа према њој. Он говори да не може да је воли јер уколико би постојала опасност у којој би биле Роуз и Лисе, спасио би њу уместо Лисе. Роуз љуби Димитрија у образ и враћа се у унутра. У планинској пећини близу Академије, Карпова предводи хорду стригоја.

## Улоге
| Глумац           | Улога            |
| ---------------- | ---------------- |
| Зои Дојч         | Роуз Хатавеј     |
| Луси Фрај        | Лиса Драгомир    |
| Данила Козловски | Димитриј Беликов |
| Доминик Шервуд   | Кристијан Озера  |
| Камерон Монахан  | Мејсон Ашфорд    |
| Сами Гејл        | Мија Риналди     |
| Сара Хајланд     | Натали Дашков    |
| Клер Фој         | Сонја Карп       |
| Ешли Чарлс       | Џес Зеклос       |
| Едвард Холкрофт  | Арон Дроздов     |
| Крис Мејсон      | Реј Саркози      |
| Бен Пил          | Спиридон         |
| Џоели Ричардсон  | Татјана Ивашков  |
| Ољга Куриленко   | Елен Кирова      |
| Габријел Берн    | Виктор Дашков    |

## Отказани наставак и рибут
Након финансијског неуспеха филма, није најављена адаптација другог романа, Промрзлина. Preger Entertainment је 4. августа 2014. године објавио за MTV да је пронашао инвеститоре за наставак. Међутим, да би их уверили да постоји довољна потражња, покренули су кампању прикупљања средстава како би помогли да у финансирању остатка трошкова за продукцију. Кампања је покренута 6. августа 2014. године, а Пирс Ешворт ангажован је да напише сценарио. Кампања није успела да постигне свој циљ, након чега је пројекат отказан.
Дана 19. маја 2021. године објављено је да је Peacock наручио телевизијску серију Вампирска академија чија је ауторка Џули Плек.